# RadioShack
« Tandy » redirige ici.  Pour les autres significations, voir Tandy (homonymie).
RadioShack est une entreprise américaine de vente de produits et de composants électroniques. RadioShack a été acheté en 1963 par Tandy et devient un important constructeur d'ordinateurs personnels. En 2000, Tandy Corporation change son nom pour RadioShack Corp. En partenariat avec l'opérateur de téléphonie mobile Sprint, les magasins de la marque offrent des produits Sprint et RadioShack.

## Historique
RadioShack est fondée à Boston en 1921, c'est un magasin de détail et de vente par correspondance pour fournir les officiers radiotélégraphistes embarqués sur les navires. En anglais, on appelle « radio shack » une pièce ou un local, une cabine sur un bateau, abritant du matériel de radio. L'entreprise se développe rapidement pour établir plusieurs magasins dans le nord-est des États-Unis.
En 1963, Tandy Corporation achète RadioShack. Tandy avait débuté à Fort Worth, Texas, en 1919 comme fournisseur de pièces en cuir à l'usage des cordonniers. Au fil des ans, l'entreprise vendra les produits de grands fabricants d'électronique mais aussi les siens, sous les marques Realistic, Tandy et RadioShack (liste non exhaustive).
Au début des années 1970, Tandy Corporation ouvre une chaîne de magasins en Europe sous l'enseigne Tandy, pendant européen de la chaîne américaine RadioShack.

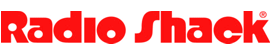
Ancien logo de RadioShack (1973–1995)

Pendant les années 1970, Tandy diffuse du matériel hi-fi, et produit en 1977 un ordinateur qui deviendra célèbre : le TRS-80. Les premiers TRS-80 arriveront en Europe au printemps 1978 (processeur Z-80, langage BASIC sur 4 ko ROM et 4 ko de RAM, enregistrement programme et données sur cassette). En 1981, Tandy représente plus de 60 % du marché belge des calculateurs électroniques (micro-ordinateurs et calculatrices programmables). En 1985 Tandy lance une gamme d'ordinateurs compatibles IBM, les Tandy 1000.
À la fin des années 1980, les opérations internationales de Tandy passent sous contrôle d'une nouvelle société, Intertan, qui fera faillite quelques années plus tard. En 1993, Tandy quitte le territoire français.

Logo 1996–2013, toujours utilisé dans de nombreux endroits qui étaient RadioShack avant leur fermeture. Ce logo est similaire au logo qu'ils ont utilisé de 2013 à 2017.

En 2000, Tandy Corporation change son nom pour « RadioShack Corp. », coté sur le New York Stock Exchange (NYSE ) sous le symbole « RSH ».
En janvier 2010, RadioShack devient le sponsor principal d'une nouvelle équipe cycliste, l'équipe RadioShack, dirigée par Johan Bruyneel et ayant pour leader Lance Armstrong.
En mars 2014, RadioShack annonce son intention de fermer 1 100 magasins aux États-Unis, soit près d'un cinquième de ses points de vente.
Le 1er février 2015, la cotation de RadioShack au NYSE est suspendue, et le 5 février l'entreprise dépose le bilan. 
Le fonds d’investissement Standard General, qui avait investi 535 millions de dollars dans l'entreprise en octobre 2014, récupère 1 743 magasins sur les 4 000 de la chaîne en mars 2015 et rachète la marque en mai. Standard General va louer 1 435 points de vente à Sprint ; les magasins associent les deux enseignes RadioShack et Sprint.

## Micro-ordinateurs

### TRS-80

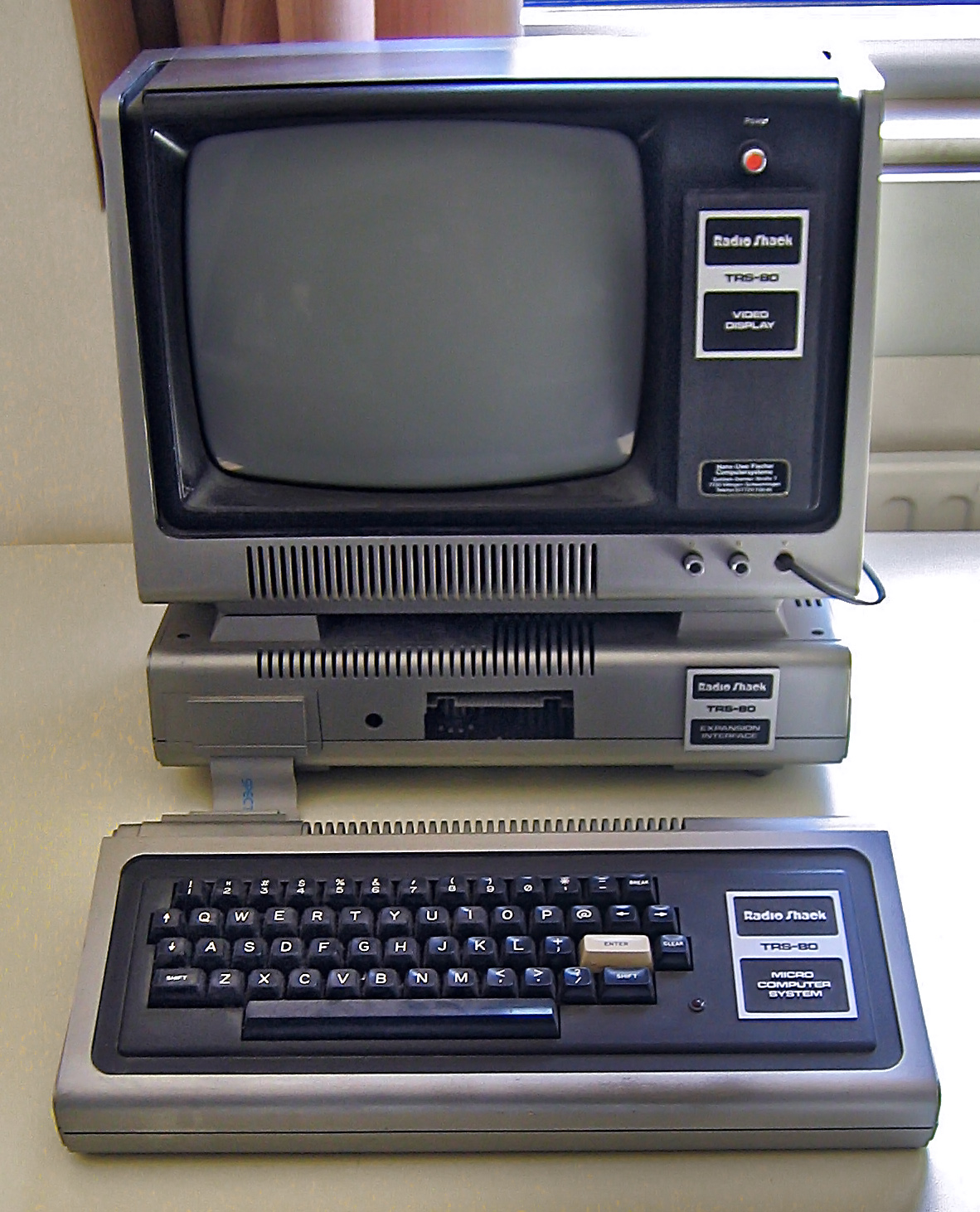
TRS-80 Modèle I

En Europe, Tandy/RadioShack est surtout connu pour avoir commercialisé un des trois premiers ordinateurs personnels grand public, le TRS-80. Le nom de cet ordinateur est d'ailleurs la concaténation des initiales de la société avec le 80 du Zilog Z80, le microprocesseur qui équipait le premier modèle.
Le TRS-80 Modèle I fait partie de la « Trinité de 1977 » des premiers ordinateurs personnels grand public, avec ses concurrents l'Apple II et le Commodore PET.

### Tandy 1000
Le Tandy original avait un boîtier plastique pour alléger le poids. Il possédait une interface propriétaire pour le clavier ainsi que deux ports joystick en façade avant. À l'arrière on pouvait trouver une sortie numérique pour écran, une sortie composite (pour la TV), une sortie RCA pour le son, la prise du stylo optique, un port cartouche servant pour l'extension imprimante. Un lecteur 5 ¹⁄₄ pouces était installé en standard, avec une baie libre pour en ajouter un deuxième. De base, la capacité mémoire était de 128 ko, on pouvait monter à 640 ko. MS-DOS 2.11 et DeskMate 1.0 étaient fournis avec la machine disponible en 1985.

### Tandy 1000 EX
Identique au Tandy 1000 à la différence où le lecteur de disquette et le clavier étaient intégrés au boîtier de la machine (comme les Atari par exemple). Machine disponible en 1986.
- Processeur : Intel 8088 à 7,16 MHz.
- Mémoire : RAM 256 ko extensible à 640 ko sur carte d'extension propriétaire.
- Affichage : CGA étendu (compatible IBM PCjr).
- Texte : 80 × 25 caractères en seize couleurs.
- Graphiques : 320 × 200 pixels en seize couleurs ou 640 × 200 pixels en quatre couleurs.
- Stockage : lecteur de disquettes 5 ¹⁄₄ pouces de 360 ko.

À l'époque, son prix était de 6 000 FRF, ce qui correspondrait à 1 540 euros en 2015.

### Tandy 1000 HX
En 1987, le successeur de l'EX fait son apparition. Identique au modèle EX en ce qui concerne le boîtier, ce dernier intégrant désormais un lecteur 3,5 pouces 720 ko. Le processeur est un Intel 8088, 256 ko de mémoire de base, MS-DOS 2.11 en ROM et DeskMate 2.0. Des cartes d'extension mémoire sont disponibles ; appelées « Cartes Plus », elles servent à arriver aux 640 ko mémoire.
Il est possible d'utiliser les modes graphiques CGA ou TGA, ce dernier mode étant propre aux Tandy et proche du mode graphique EGA : 320 × 200 en seize couleurs ou 640 × 200 en quatre couleurs.
Tout comme ses prédécesseurs, le HX n'a toujours pas de disque dur intégré. Cependant, certains constructeurs fabriqueront des disques durs internes pour le HX. On pouvait aussi changer les paramètres du BIOS afin de ne plus lire l'OS en ROM mais directement sur une disquette. Ce qui permettra l'utilisation de versions de MS-DOS plus récentes.

### Tandy 1000 TL, TL/2 et TL/3
Le TL/2 était le haut de gamme de chez Tandy. Basé sur un Intel 80286, la machine offrait de base 640 ko de mémoire ainsi qu'une extension en option de 128 ko, portant la mémoire maximum à 768 ko. Le TL/2 était aussi le premier ordinateur à pouvoir partager la mémoire système avec la vidéo. On avait donc 640 ko pour l'OS et 128 ko pour la vidéo. Ce qui entraîna l'apparition de modes vidéo haute résolution en seize couleurs sur ces machines.

### Tandy 1000 SX/TX
Avec des microprocesseurs Intel 8088 pour le SX et Intel 286 pour le TX, les deux machines disposaient de 640 ko de mémoire disponible plus les 128 ko en option. Un lecteur de disquettes 3,5 pouces et un 5,25 pouces optionnel étaient aussi de la partie. Une entrée électrophone et un potentiomètre pour le réglage du volume firent leur apparition sur le TX.